# Lin Gaoyuan
Lin Gaoyuan (chinesisch 林高遠 / 林高远, Pinyin Lín Gāoyuǎn; * 19. März 1995 in Shenzhen) ist ein chinesischer Tischtennis-Nationalspieler. Er gewann zahlreiche Goldmedaillen mit der Mannschaft. In der ETTU Champions League Men spielt Gaoyuan in der Saison 2024/25 für den deutschen Bundesligisten Post SV Mühlhausen.

## Werdegang
Bei der Jugend-Weltmeisterschaft 2009 gewann Lin Medaillen in allen Wettbewerben: Bronze im Einzel und im Mixed-Doppel, Silber im Doppel und Gold mit dem Team. 2010 und 2011 nahm er an mehreren World-Tour-Turnieren teil, seine erste Medaillenplatzierung im Erwachsenenbereich war das Erreichen des Halbfinals bei den Korea Open 2011. Außerdem gewann er den U-21-Wettbewerb bei den Grand Finals 2010. Bei den Jugend-Weltmeisterschaften 2010, 2011 und 2012 gewann er jeweils dreimal Silber im Einzel und Gold mit der Mannschaft, außerdem zweimal Bronze und einmal Gold im Doppel sowie einmal Bronze und einmal Silber im Mixed. Im Januar 2011 war er erstmals in den Top 100 der Weltrangliste vertreten, im Dezember erreichte er mit Platz 32 eine vorläufige Bestmarke. Wegen der starken chinesischen Konkurrenz war er in den folgenden Jahren jedoch kaum international präsent.
In der Chinesischen Super League kam er 2016 im Einzel als einer der besten Spieler auf eine Bilanz von 11:0. Bei der Asienmeisterschaft 2017 erreichte er im Einzel das Viertelfinale und gewann an der Seite von Fan Zhendong Gold im Doppel. In einem internen Qualifikationsturnier sicherte er sich außerdem einen Startplatz bei der Weltmeisterschaft 2017. Dort traf er im Achtelfinale auf Xu Xin, vergab im Entscheidungssatz beim Stand von 10:5 aber alle Matchbälle und verlor mit 10:12. Durch einen Finalsieg über Fan Zhendong gewann Lin Gaoyuan im September den Asian Cup und qualifizierte sich damit für den World Cup. Bei den Austrian Open schlug er unter anderem Marcos Freitas, Kōki Niwa, Simon Gauzy und Yan An, holte damit seinen ersten Einzeltitel auf der World Tour und rückte infolgedessen in die Top 10 der Weltrangliste vor. Beim World Cup erreichte er das Viertelfinale, konnte dort aber gegen Timo Boll eine 3:1-Führung und beim Stand von 3:3 einen 10:4-Vorsprung nicht nutzen und unterlag mit 3:4. Zudem qualifizierte er sich für die Grand Finals, bei denen er im Viertelfinale gegen Dimitrij Ovtcharov nach 2:0-Führung mit 3:4 verlor. In der Super League gehörte er mit einer Bilanz von 22:5 und Siegen unter anderem über Ma Long, Fan Zhendong und Xu Xin – Gold-, Silber- und Bronzemedaillengewinner der WM – auch 2017 zu den besten Spielern.
2018 nahm Lin zum ersten Mal an einer Team-WM teil und gewann mit China Gold, im Oktober holte er nach einer Halbfinalniederlage gegen Fan Zhendong Bronze beim World Cup. Ende des Jahres nahm er an den Grand Finals teil, bei denen er den WM-Dritten Lee Sang-su, Xu Xin und Jun Mizutani schlug, bevor er im Finale gegen Tomokazu Harimoto verlor. Bei der WM 2019 kam er im Einzel ins Viertelfinale und holte im Doppel mit Liang Jingkun Bronze – genau wie bei der Weltmeisterschaft 2021, bei der er zudem mit Lily Zhang Bronze im Mixed gewann.

## Turnierergebnisse
Quelle: ITTF-Datenbank
| Verband | Veranstaltung                | Jahr | Ort                 | Land | Einzel        | Doppel        | Mixed         | Team | U-21 |
| ------- | ---------------------------- | ---- | ------------------- | ---- | ------------- | ------------- | ------------- | ---- | ---- |
| CHN     | Asian Cup                    | 2022 | Bangkok             | THA  | Achtelfinale  |               |               |      |      |
| CHN     | Asian Cup                    | 2018 | Yokohama            | JPN  | Silber        |               |               |      |      |
| CHN     | Asian Cup                    | 2017 | Ahmedabad           | IND  | Gold          |               |               |      |      |
| CHN     | Asienspiele                  | 2022 | Hangzhou            | CHN  |               | Viertelfinale | Silber        |      |      |
| CHN     | Asienspiele                  | 2018 | Jakarta             | IDN  | Silber        |               | Gold          | Gold |      |
| CHN     | Asienmeisterschaft           | 2024 | Astana              | KAZ  |               | Viertelfinale | Viertelfinale |      |      |
| CHN     | Asienmeisterschaft           | 2023 | Pyeongchang         | KOR  | Viertelfinale | Gold          | Gold          | Gold |      |
| CHN     | Asienmeisterschaft           | 2019 | Yogyakarta          | IDN  | Silber        | Gold          |               | Gold |      |
| CHN     | Asienmeisterschaft           | 2017 | Wuxi                | CHN  | Viertelfinale | Gold          |               |      |      |
| CHN     | Jugend-Asienmeisterschaft    | 2011 |                     | IND  | Halbfinale    | Gold          |               | Gold |      |
| CHN     | Jugend-Asienmeisterschaft    | 2010 |                     | THA  | Halbfinale    |               |               | Gold |      |
| CHN     | ITTF Challenge Series        | 2019 | Lissabon            | POR  | Silber        | Halbfinale    | Gold          |      |      |
| CHN     | Grand Smash                  | 2024 | Peking              | CHN  | Viertelfinale | Silber        | Silber        |      |      |
| CHN     | Grand Smash                  | 2024 | Singapur            | SGP  | letzte 64     | Gold          |               |      |      |
| CHN     | WTT Series (Contender)       | 2024 | Maskat              | OMA  | Halbfinale    |               |               |      |      |
| CHN     | WTT Series (Star Contender)  | 2024 | Bangkok             | THA  | Silber        |               |               |      |      |
| CHN     | WTT Series (Contender)       | 2024 | Taiyuan             | CHN  | letzte 32     | Gold          | Silber        |      |      |
| CHN     | WTT Series (Contender)       | 2024 | Doha                | QAT  |               |               | Silber        |      |      |
| CHN     | WTT Series (Star Contender)  | 2024 | Doha                | QAT  | Halbfinale    | Viertelfinale | Viertelfinale |      |      |
| CHN     | WTT Series (Contender)       | 2023 | Taiyuan             | CHN  | Halbfinale    | Gold          | Halbfinale    |      |      |
| CHN     | WTT Series (Star Contender)  | 2023 | Lanzhou             | CHN  | Halbfinale    |               | Viertelfinale |      |      |
| CHN     | WTT Series (Star Contender)  | 2023 | Ljubljana           | SLO  |               | Viertelfinale | Halbfinale    |      |      |
| CHN     | WTT Series (Contender)       | 2023 | Zagreb              | HRV  | Gold          | Silber        | Viertelfinale |      |      |
| CHN     | WTT Series (Star Contender)  | 2023 | Bangkok             | THA  | Gold          | Gold          | Gold          |      |      |
| CHN     | WTT Series (Champions)       | 2022 | Budapest            | HUN  | Silber        |               |               |      |      |
| CHN     | WTT Series (Star Contender)  | 2022 | Budapest            | HUN  | Viertelfinale | Silber        |               |      |      |
| CHN     | WTT Series (Contender)       | 2022 | Maskat              | OMA  | Silber        |               |               |      |      |
| CHN     | WTT Series (Contender)       | 2021 | Novo mesto          | SLO  | Halbfinale    | Gold          |               |      |      |
| CHN     | WTT Series (Contender)       | 2021 | Laško               | SLO  | Achtelfinale  | Gold          |               |      |      |
| CHN     | ITTF World Tour              | 2020 | Magdeburg           | GER  | Halbfinale    | Silber        | Achtelfinale  |      |      |
| CHN     | ITTF World Tour              | 2019 | Linz                | AUT  | Achtelfinale  | Gold          | Silber        |      |      |
| CHN     | ITTF World Tour              | 2019 | Bremen              | GER  | Achtelfinale  | Halbfinale    |               |      |      |
| CHN     | ITTF World Tour              | 2019 | Stockholm           | SWE  | Silber        | Silber        | Halbfinale    |      |      |
| CHN     | ITTF World Tour              | 2019 | Geelong             | AUS  | Viertelfinale | Silber        |               |      |      |
| CHN     | ITTF World Tour              | 2019 | Sapporo             | JPN  | Achtelfinale  | Halbfinale    |               |      |      |
| CHN     | ITTF World Tour              | 2019 | Hongkong            | HKG  | Gold          | Gold          |               |      |      |
| CHN     | ITTF World Tour              | 2019 | Shenzhen            | CHN  | Silber        | Achtelfinale  |               |      |      |
| CHN     | ITTF World Tour              | 2019 | Doha                | QAT  | Silber        | Viertelfinale |               |      |      |
| CHN     | ITTF World Tour              | 2019 | Budapest            | HUN  | Gold          | Silber        |               |      |      |
| CHN     | ITTF World Tour              | 2018 | Daejeon             | KOR  | Halbfinale    |               | Viertelfinale |      |      |
| CHN     | ITTF World Tour              | 2018 | Shenzhen            | CHN  | Halbfinale    | Gold          | Gold          |      |      |
| CHN     | ITTF World Tour              | 2018 | Doha                | QAT  | Halbfinale    | Halbfinale    |               |      |      |
| CHN     | ITTF World Tour              | 2017 | Linz                | AUT  | Gold          |               |               |      |      |
| CHN     | ITTF World Tour              | 2017 | Tokio               | JPN  | Achtelfinale  | Halbfinale    |               |      |      |
| CHN     | ITTF World Tour              | 2017 | Budapest            | HUN  | Halbfinale    |               |               |      |      |
| CHN     | ITTF World Tour              | 2014 | Kuwait City         | KUW  | letzte 64     | Gold          |               |      |      |
| CHN     | ITTF Pro Tour                | 2011 | Kobe                | JPN  | Achtelfinale  | Gold          |               |      |      |
| CHN     | ITTF Pro Tour                | 2011 | Incheon             | KOR  | Halbfinale    | Achtelfinale  |               |      |      |
| CHN     | ITTF Pro Tour                | 2010 | Kobe                | JPN  | Qual.         | Qual.         |               |      | Gold |
| CHN     | WTT Finals                   | 2024 | Fukuoka             | JPN  | Achtelfinale  | Viertelfinale |               |      |      |
| CHN     | WTT Finals                   | 2023 | Doha                | QAT  | Halbfinale    | Silber        |               |      |      |
| CHN     | WTT Cup Finals               | 2022 | Xinxiang            | CHN  | Achtelfinale  |               |               |      |      |
| CHN     | WTT Cup Finals               | 2021 | Singapur            | SGP  | Achtelfinale  |               |               |      |      |
| CHN     | ITTF Finals                  | 2020 | Zhengzhou           | CHN  | Viertelfinale |               |               |      |      |
| CHN     | ITTF World Tour Grand Finals | 2019 | Zhengzhou           | CHN  | Halbfinale    | Halbfinale    |               |      |      |
| CHN     | ITTF World Tour Grand Finals | 2019 | Zhengzhou           | CHN  | Halbfinale    | Halbfinale    |               |      |      |
| CHN     | ITTF World Tour Grand Finals | 2018 | Incheon             | KOR  | Silber        |               |               |      |      |
| CHN     | ITTF World Tour Grand Finals | 2017 | Astana              | KAZ  | Halbfinale    |               |               |      |      |
| CHN     | ITTF Pro Tour Grand Finals   | 2010 | Seoul               | KOR  |               |               |               |      | Gold |
| CHN     | World Cup                    | 2025 | Macau               | MAC  | 17.–32. Platz |               |               |      |      |
| CHN     | World Cup                    | 2024 | Macau               | MAC  | Silber        |               |               |      |      |
| CHN     | World Cup                    | 2018 | Paris               | FRA  | 3. Platz      |               |               |      |      |
| CHN     | World Cup                    | 2017 | Lüttich             | BEL  | Viertelfinale |               |               |      |      |
| CHN     | World Team Cup               | 2019 | Tokio               | JPN  |               |               |               | Gold |      |
| CHN     | Weltmeisterschaft            | 2025 | Doha                | QAT  | letzte 32     | Viertelfinale |               |      |      |
| CHN     | Weltmeisterschaft            | 2024 | Busan               | KOR  |               |               |               | Gold |      |
| CHN     | Weltmeisterschaft            | 2023 | Durban              | RSA  | Viertelfinale | Viertelfinale |               |      |      |
| CHN     | Weltmeisterschaft            | 2022 | Chengdu             | CHN  |               |               |               | Gold |      |
| CHN     | Weltmeisterschaft            | 2021 | Houston             | USA  | Viertelfinale | Halbfinale    | Halbfinale    |      |      |
| CHN     | Weltmeisterschaft            | 2019 | Budapest            | HUN  | Viertelfinale | Halbfinale    |               |      |      |
| CHN     | Weltmeisterschaft            | 2018 | Halmstad            | SWE  |               |               |               | Gold |      |
| CHN     | Weltmeisterschaft            | 2017 | Düsseldorf          | GER  | Achtelfinale  |               |               |      |      |
| CHN     | Jugend-Weltmeisterschaft     | 2012 | Hyderabad           | IND  | Silber        | Gold          | Silber        | Gold |      |
| CHN     | Jugend-Weltmeisterschaft     | 2011 | Manama              | BAH  | Silber        | Halbfinale    | Halbfinale    | Gold |      |
| CHN     | Jugend-Weltmeisterschaft     | 2010 | Bratislava          | SVK  | Silber        | Halbfinale    | disq.         | Gold |      |
| CHN     | Jugend-Weltmeisterschaft     | 2009 | Cartagena de Indias | COL  | Halbfinale    | Silber        | Halbfinale    | Gold |      |

## Material
Lin Gaoyuan verwendet das Tischtennis-Holz „LIN GAOYUAN ALC“ von Butterfly, dessen Namensgeber er ist. Es basiert auf dem Butterfly Viscaria Holz. Als Tischtennis-Belag spielt er auf beiden Seiten den „DIGNICS 09c“.